# 亨尼韋爾 (堪薩斯州)
亨尼韋爾（英語：Hunnewell）是一個位於美國堪薩斯州索姆奈縣的城市。

## 地方資料
根據2020年美國人口普查的數據，亨尼韋爾的面積為1.43平方千米，當中陸地面積為1.43平方千米，而水域面積為0.00平方千米。當地共有人口44人，而人口密度為每平方千米30.77人。